# Carvalho Araújo (Schiff, 1915)
Die Carvalho Araújo war eine 1915 gebaute Sloop, die die Royal Navy als HMS Jonquil in Dienst gestellt hatte. 1920 an die portugiesische Marine verkauft, wurde sie erst als Kreuzer, 1932 als Aviso und 1937 als Vermessungsschiff klassifiziert. 1961 wurde sie versenkt.

## Bau und technische Daten
Die Jonquil gehörte zur ersten Serie der Flower-Klasse des Ersten Weltkrieges – der Acacia-Klasse –, von der 1915 insgesamt 24 Schiffe gebaut wurden. Mit der ersten Gruppe der Acacia-Klasse wurde die Jonquil im Januar 1915 von der Admiralität in Auftrag gegeben und auf der Werft Charles Connell & Company in Scotstoun, Glasgow, unter der Baunummer 374 auf Kiel gelegt. Der Stapellauf erfolgte am 12. Mai 1915, die Indienststellung bei der Royal Navy im Juni des Jahres.
Ihre Länge betrug 76,20 Meter, sie war 10,10 Meter breit und hatte einen Tiefgang von 3,40 Metern. Die Konstruktionsverdrängung betrug 1200 Tonnen. Der Antrieb bestand aus einer 4-Zylinder-Dreifach-Expansionsmaschine mit zwei Kesseln, die 1400 PS erzielte und auf eine Schraube wirkte. Damit erreichte sie eine Höchstgeschwindigkeit von 17 Knoten und verfügte bei 15 Knoten über eine Reichweite von 2.000 Seemeilen. Als Bewaffnung trug sie in der Royal Navy zwei einzelne 76-mm-Geschütze und zwei einzelne 47-mm-Flugabwehrgeschütze. Die Besatzungsstärke betrug 77 Offiziere und Mannschaften.

## Geschichte

### HMSJonquilder Royal Navy
Die Indienststellung durch den ersten Kommandanten, Lieutenant George Fraser, erfolgte am 1. Juni 1915. Zunächst war die Jonquil in Queenstown in Irland stationiert, bis Schiff und Mannschaft eingefahren waren. Ende Juni erhielt der Kommandant den Befehl, ins Mittelmeer zu verlegen, wo die Jonquil über die Dauer des Krieges im Einsatz blieb. Bereits am 6. August nahm das Schiff an der Landung britischer Truppen in der Suvla-Bucht auf Gallipoli teil, bei der die Briten versuchten, den Stillstand der Fronten bei Anzac Cove und am Kap Helles zu brechen. Die Jonquil war das Hauptquartier von Frederick Stopford, dem britischen Oberbefehlshaber über das IX Corps. Für die Teilnahme an der Dardanellen-Schlacht wurde die Jonquil mit dem Battle Honour Dardanelles ausgezeichnet.
Im weiteren Verlauf des Krieges wurde die Sloop vorrangig im östlichen Mittelmeer eingesetzt, insbesondere in der Ägäis. Sie diente zu Patrouillendienst-, Geleit- und Sicherungsaufgaben ebenso wie zur U-Boot-Jagd. Während dieser Zeit war sie keinem festen Verband oder einer Flottille unterstellt, wurde administrativ aber mit weiteren Sloops befehligt. Erst im Juni 1918 wurde sie zusammen mit den Sloops Anemone, Azalea, Heliotrope, Peony und Spiraea der neugebildeten Ninth Sloop Flotilla zugeordnet, bei der sie bis zur ersten Jahreshälfte 1919 verblieb. Während des gesamten Krieges ist eine Beteiligung der Jonquil an der Versenkung gegnerischer Schiffe nicht nachweisbar.
Nach dem Krieg wurden die meisten Schiffe der Flower-Klasse außer Dienst gestellt und verkauft oder abgewrackt. Die Jonquil kehrte zwischen Januar und Juni 1919 nach Großbritannien zurück, wo sie vom dritten und letzten Kommandanten, Lieutenant Commander Keith R. Farquharson, am 26. Juni 1919 außer Dienst gestellt wurde. Anschließend wurde das Schiff in Devonport in die Reserve versetzt und zunächst aufgelegt, bevor auch sie zum Verkauf anstand.

### AlsCarvalho Araújoder Marinha Portuguesa
Im Mai 1920 erwarb die portugiesische Marine das Schiff nach der bereits zuvor gekauften HMS Gladiolous, ebenfalls eine Sloop der Flower-Klasse. Die bisherige Jonquil erhielt den Namen Carvalho Araújo nach dem Kommandanten des Marinetrawlers Augusto de Castilho, der im Oktober 1918 das Passagierschiff San Miguel gegen den Angriff des deutschen U-Bootes U 139 verteidigt hatte und dabei versenkt wurde. Die Carvalho Araújo wurde zunächst einem Umbau unterzogen, bei der sie unter anderem eine erweiterte Bewaffnung mit zwei zusätzlichen 102-mm-Geschützen erhielt und anschließend als Kreuzer klassifiziert wurde.
Die ungewöhnliche Klassifizierung entspricht weniger dem Schiffstyp, sondern den zugeteilten Aufgaben, die sich an denen Geschützter Kreuzer orientierte. Die Aufgaben der Carvalho Araújo beinhalteten die Ausbildung und das Training der Mannschaften, die Repräsentation des Landes im Ausland und den Kolonialdienst. Zu den meisten dieser Routineaufgaben liegen nur wenige Überlieferungen vor, wie dem Besuch des Schiffes in Macau im Jahr 1921.
Daneben unterstützte die Carvalho Araújo 1922 die beiden Piloten Gago Coutinho und Sacadura Cabral, die als erste mit dem Flugzeug über die Südatlantikroute von Lissabon nach Rio de Janeiro flogen. Die Überquerung vom 30. März bis 5. Juni 1922 erfolgte in mehreren Etappen und die Carvalho Araújo transportierte eines der Ersatzflugzeuge. Im Folgejahr wurde die Carvalho Araújo versuchsweise der portugiesischen Fischereiflotte auf der Neufundlandbank, der Frota Branca, als erstes portugiesisches Begleitschiff zugewiesen. Die dort gewonnenen Erfahrungen führten zur Inbetriebnahme des Hospitalschiffes Gil Eanes. In die politischen Auseinandersetzungen innerhalb Portugals geriet das Schiff 1926: Die Schiffsführung entschied sich damals, die Militärrevolte vom 28. Mai 1926 von rechtsgerichteten Militärs zu unterstützen. In der Folgezeit wurde das Schiff überholt und für den Einsatz im Kolonialdienst hergerichtet. 1932 wurde die Klassifizierung angepasst und das Schiff als „Aviso 2. Klasse“ eingestuft. Die Carvalho Araújo wurde anschließend in Angola stationiert.
Noch einmal wurde die Carvalho Araújo im März 1937 neu klassifiziert und nun als Vermessungsschiff eingestuft. In dieser Funktion wurde mit ihr 1937/38 die Neuvermessung des Madeira-Archipels sowie der südöstlich davon gelegenen Ilhas Selvagens durchgeführt. Von Mai 1939 bis Ende 1940 folgten Vermessungsarbeiten auf den Azoreninseln São Miguel und Santa Maria. 1941 wurde sie nach Angola beordert und unterstützte bis 1953 die hydrografischen Vermessungen der Küste von Lândana bis Baia dos Tigres sowie ab 1953 die Vermessung von São Tomé und Príncipe im Golf von Guinea. Aufgrund ihres Alters und der schlechten Versorgung mit Kohlen in den portugiesischen Kolonien wurde die Carvalho Araújo 1959 außer Dienst gestellt und am 13. November 1963 von der Fregatte Diogo Gomes vor Luanda als Zielschiff versenkt.